# Tęcza Kielce
Klub Sportowy Tęcza Społem w Kielcach – wielosekcyjny klub sportowy.

## Historia

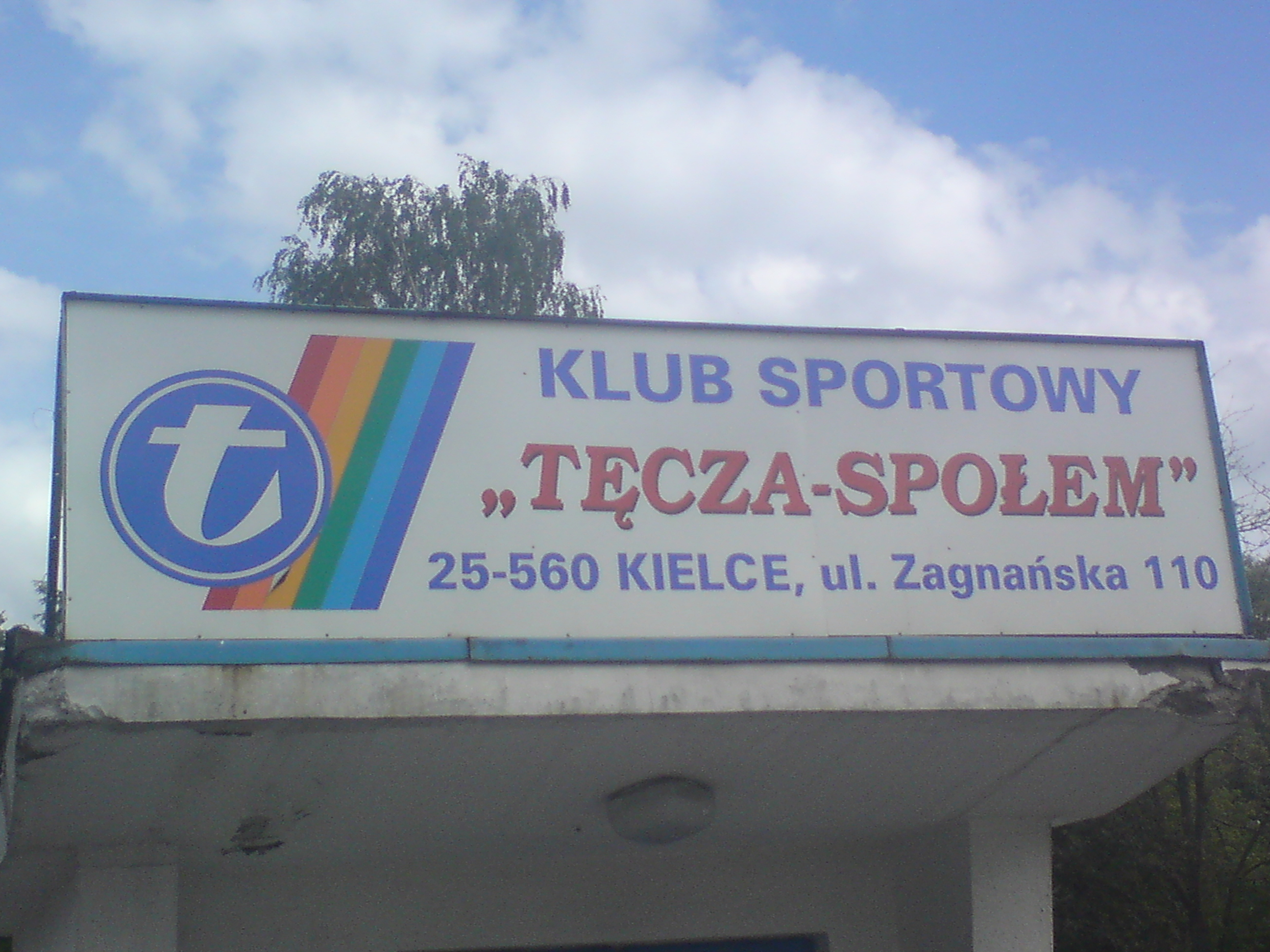
Klub Sportowy „Tęcza - Społem” w Kielcach

Klub powstał w kwietniu 1945 roku, a jego założycielami byli pracownicy Zakładów Wytwórczych „Społem”. Początkowo występował pod szyldem Społem, lecz już w lipcu 1945 zmienił nazwę na Tęcza.
23 listopada 1948 roku doszło do połączenia Tęczy ze zmagającą się z problemami finansowymi Lechią Kielce klubem powstałym w 1920.
Pod koniec lat 50. zostały przeprowadzone zmiany, które miały na celu przekształcenie istniejących klubów w tzw. koła sportowe mające swoje siedziby przy zakładach pracy. Powiązane to było ze zmianami nazw. Zespoły reprezentujące przemysł i handel rozpoczęły występy pod szyldem Spójnia, a następnie Sparta. Tęcza przyjęła więc nazwę Spójnia, a później zaś Sparta i tak rywalizowała w latach 1949–1956. W 1957 roku powróciła do nazwy Tęcza, a od 1996 występuje jako Tęcza Społem w Kielcach.
W klubie istniało wiele sekcji:
- akrobatyka sportowa – jedna z najbardziej utytułowanych sekcji klubu[4]. Jej zawodniczki wielokrotnie zdobywały medale mistrzostw Polski w kategoriach seniorek i juniorek, rywalizowały w zawodach międzynarodowych. Ponadto sportowcy Tęczy w akrobatyce sportowej z powodzeniem uczestniczyli w mistrzostwach Europy (trzy medale) i mistrzostwach świata (jeden medal – brązowy, wywalczony przez parę mieszaną Krzysztof Murawski i Teresa Korzeniak w układzie dynamicznym w turnieju rozegranym w Rennes w 1986 roku[5])[4]. Zobacz też: Tęcza Kielce (akrobatyka sportowa)
- hokej na lodzie – sekcja hokeja działała od 1947 do 1952 roku, była zaliczana do najlepszych w lidze okręgowej kieleckiej. Do jej głównych rywali należały kluby Radomiak Radom i Granat Skarżysko-Kamienna[6]. Największy sukces hokeiści odnieśli w 1951 roku. Wtedy to wywalczyli srebrne medale mistrzostw Zrzeszeń Sportowych „Spójnia”, przegrywając 0:4 w finale z Podhalem Nowy Targ. Wcześniej pokonali Marymont Warszawa (1:0) oraz Spójnię Rzeszów (11:2). Kadrę zespołu hokejowego stanowili głównie piłkarze[6].
- koszykówka – istniała zarówno sekcja żeńska jak i męska, obie zostały zlikwidowane w latach 80.. Drużyna pań nie odnosiła sukcesów na szczeblu centralnym, należała jednak do najlepszych w okręgu[7]. To w niej swoją karierę rozpoczynała późniejsza reprezentantka Polski i uczestniczka mistrzostw Europy, Barbara Szydłowska[8]. Zespół męski przez dziesięć sezonów rywalizował w rozgrywkach II ligi, jego zawodnikiem był m.in. Andrzej Tłuczyński – reprezentant kraju w piłce ręcznej[9].
- lekkoatletyka – sekcja ta działała w latach 1945–1952. Trenowało w niej wielu piłkarzy nożnych, którzy zwyciężali w lokalnych zawodach, nie odnosili oni jednak sukcesów na szczeblu centralnym[6].
- piłka nożna – sekcja ta istniała w latach 1945–1955. Zespół piłkarski był pierwszym powojennym mistrzem okręgu kieleckiego[10], a w 1946 i 1947 roku uczestniczył w mistrzostwach Polski w piłce nożnej[11]. Zobacz też: Tęcza Kielce (piłka nożna)
- piłka ręczna – zespół piłkarzy ręcznych powstał w 1955 i jeszcze w tym samym roku wywalczył mistrzostwo okręgu drużyn składających się z 11 graczy[12]. Dzięki temu sukcesowi zorganizował turniej półfinałowy o wejście do I ligi. Zajął w nim drugie miejsce, ustępując jedynie Stali Bobrek[12]. W latach 1958–1959 klub rywalizował w II lidze zespołów 11-osobowych, walcząc w tym czasie również o awans do I ligi drużyn siedmioosobowych. Sekcja została rozwiązana w połowie 1959 roku z powodu problemów natury finansowej[12].
- piłka siatkowa – istniała zarówno drużyna żeńska jak i męska, obie powstały w 1945 roku. Kobiety w 1949 zostały mistrzyniami okręgu, natomiast dwa lata później zdobyły w tych rozgrywkach srebrne medale[4]. Największym sukcesem sekcji mężczyzn było mistrzostwo okręgu wywalczone w 1951 roku po wygranej nad Bronią Radom. Zespół żeński zakończył działalność w 1965, natomiast drużyna panów w 1968 roku[4].
- piłka wodna – drużynę waterpolistów założył Wiesław Czerski, był on również jej trenerem. Sekcja istniała od 1950 do 1968 roku, w tym czasie kilka razy bez powodzenia walczyła o awans do I ligi. Była czołowym zespołem piłki wodnej w regionie, do jej głównych rywali należały rezerwy KSZO Ostrowiec Św., Proch Pionki i Broń Radom[12].
- pływanie – podobnie jak sekcję piłki wodnej tak i sekcję pływacką założył Wiesław Czerski. Nastąpiło to w 1945 roku, zespół istniał do 1981 roku, a później w latach 1986–1993. Wraz z KSZO Ostrowiec Św. zaliczany był do najlepszych w województwie[13]. Pływacy Tęczy odnosili sukcesy w kategoriach juniorskich – medale mistrzostw kraju zdobywali Tomasz Derejski, Mariola Powroźnik i Wiktor Barański[4]. Ponadto zawodnikiem klubu był m.in. urodzony we Lwowie członek kadry narodowej w pływaniu w latach 1955–1956, Wacław Mozer[14].
- podnoszenie ciężarów – sekcja ta powstała w 1963 roku, jej pierwszym szkoleniowcem został mistrz Polski w wadze lekkiej z 1952, Karol Czarkowski[15]. Ciężarowcy Tęczy odnosili sukcesy głównie w kategoriach juniorskich, m.in. Józef Treter był wicemistrzem kraju[4].
- tenis stołowy – sukcesy na arenie krajowej odnosiły zawodniczki tenisa stołowego, sekcji działającej od 1950 do 1969 roku. W 1961 zespół wziął udział w Pucharze Polskiego Związku Tenisa Stołowego i zajął w nim trzecie miejsce. Dwa lata później uplasował się na piątej pozycji w drużynowych mistrzostwach Polski[6]. Sukcesem męskiej sekcji tenisa stołowego (1945–1964) było pierwsze powojenne mistrzostwo okręgu kieleckiego, które tenisiści Tęczy wywalczyli w 1946, pokonując 5:4 zespół WKS Czwartacy Kielce[6].

Obecnie w klubie trenują zawodnicy: badmintona, fitnessu, kulturystyki, podnoszenia ciężarów, tenisa ziemnego oraz trójboju siłowego. 
Sportowcy sekcji trójboju siłowego zdobywają medale w juniorskich i seniorskich mistrzostwach Polski m.in. w 2011 roku Anna Bałajzy wywalczyła złoto w wyciskaniu sztangi leżąc. Najbardziej utytułowanym trójboistą Tęczy był wielokrotny mistrz świata i Europy, Jarosław Olech.
Siedziba klubu znajduje się w Ośrodku Sportu i Wypoczynku „Tęcza” przy  ulicy Zagnańskiej 110 (dzielnica Piaski) w Kielcach.